# Dinamarca en los Juegos Olímpicos de Sochi 2014
Dinamarca estuvo representada en los Juegos Olímpicos de Sochi 2014 por un total de 12 deportistas que compitieron en 3 deportes. Responsable del equipo olímpico fue el Comité Olímpico Danés, así como las federaciones deportivas nacionales de cada deporte con participación.
La portadora de la bandera en la ceremonia de apertura fue la jugadora de curling Lene Nielsen. El equipo olímpico danés no obtuvo ninguna medalla en estos Juegos.